# Virushepatit
Virushepatit eller viral hepatit är en hepatit (leverinflammation) orsakad av virusinfektion. Det är den vanligaste formen av hepatit.

## Virus
Virushepatiter kan delas in i fem kategorier, kallade A–E. Virusen är inte nära släkt med varandra utan tillhör olika klasser, de har endast det gemensamt att de har specialiserat sig på att infektera leverceller.
Hepatit non A non B (hepatit nAnB) var beteckning på en hepatit som spreds via blod och orsakade mycken skada inom sjukvården och bland injektionsmissbrukare. Den visade sig i nästan samtliga fall vara det som kom att kallas hepatit C, när man år 1988 väl lärt sig diagnostisera den smittan.
Det har funnits antaganden om minst ytterligare två virus som orsak till leversjukdomar som skulle kunna klassas som hepatit F respektive hepatit G, men båda har avskrivits som hepatitorsak.

## Epidemiologi
Virushepatit orsakar fler dödsfall på global bas än vad någon av HIV/AIDS, malaria eller TBC gör med uppskattningsvis 1,45 miljoner dödsfall 2013; mer än 60% ökning sedan 1990. Antalet funktionsjusterade levnadsår (DALYs) beräknas samma år till 42,5 miljoner, en ökning från 31,7 miljoner DALYs 1990. Den största enskilda ökningen i DALYs har skett med hepatit C-infektioner som ökat med 43%.
Hepatit B och hepatit C svarade för 96% av dödsfallen och 91% av DALYs år 2013, då det är dessa sjukdomar som orsakar kroniska livslånga infektioner med progressiva leverskador som leder till levercirros och levercellscancer. Den relativa dödligheten mätt i avlidna/100.000 invånare är högst i Oceanien, Västafrika söder om Sahara och centrala Asien. Det största antalet personer som avlider av hepatit finns i östra och södra Asien beroende på den stora folkmängden där.
Några länder som Egypten, Georgien och Mongoliet har satt upp mål att eliminera hepatiterna och i juni 2016 antog Världshälsoorganisationen (WHO) för första gången en målsättning att minska nysmittade av hepatit B och hepatit C på världsbasis med 90% och antalet döda med 65% till år 2030.

### Hepatit A
Hepatit A-virus finns i avföringen hos de smittade. Viruset kan överföras via förorenad mat och vätska såsom mjukglass, vatten och skaldjur. Sjukdomen kan bryta ut i epidemier men det är mycket sällsynt i Sverige. Vid hepatit A har man antikroppar mot hepatit A-virus av immunoglobulin M-typ. Antikropparna kvarstår hela livet, men övergår till immunoglobulin G-typ efter ett tag. Hepatit A leder aldrig till kronisk hepatit och sjukdomen klingar av spontant samt leder till livslång immunitet.
Symptom på en hepatit A-infektion är feber och illamående, ibland med kräkningar, och så småningom gulhet i huden, dock inte hos alla. Urinen kan bli portvinsfärgad, och avföringen kan bli ljus, kittfärgad eller alternativt grön. De flesta besväras av trötthet och kan ha dålig matlust under veckor eller månader.

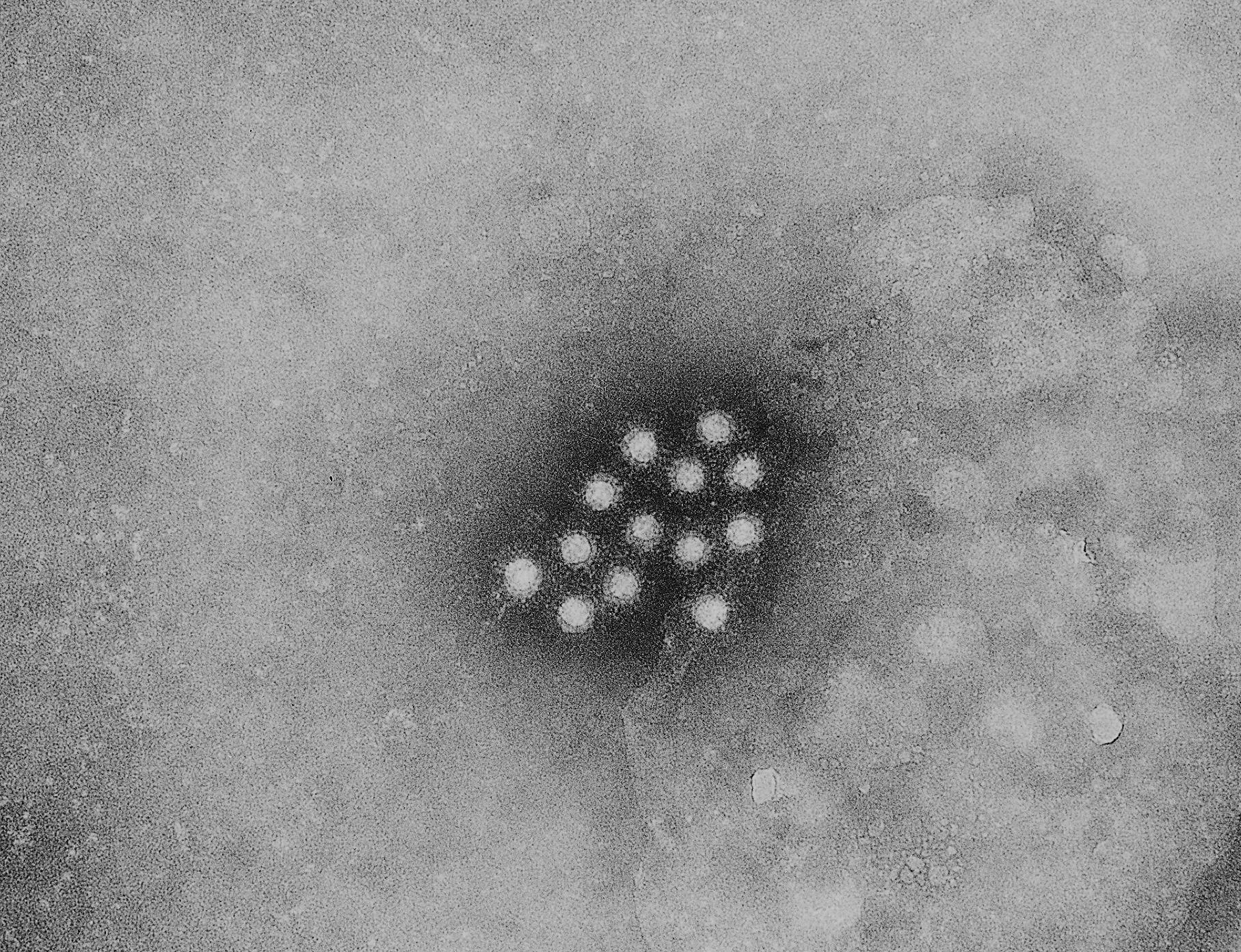
Hepatit A-viruset
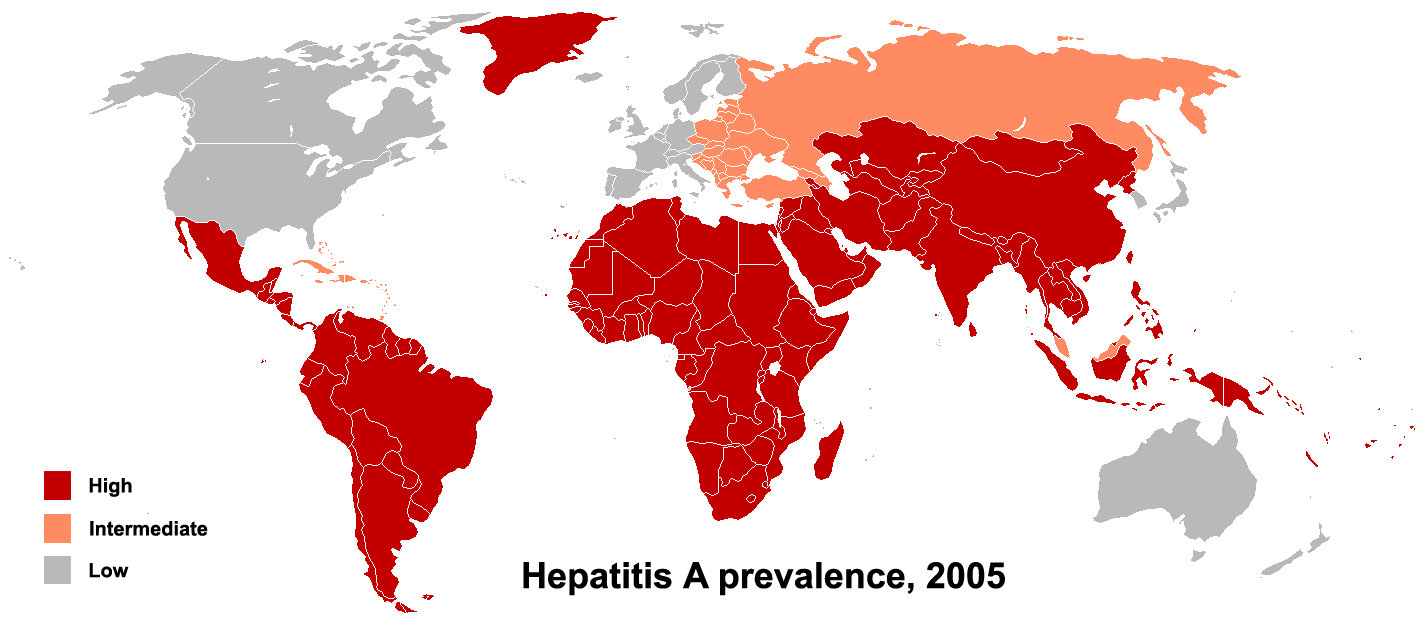
Hepatit A-virusets utbredning 2005

### Hepatit B
Hepatit B överförs som blodsmitta eller via kroppsvätskor. Globalt sett är den dominerande smittvägen från mor till barn i samband med förlossningen. Om man smittas så tidigt i livet är risken stor att sjukdomen blir kronisk, medan sjukdomen om man smittas i vuxen ålder i de flesta fall läker ut. De vanligaste smittvägarna hos vuxna är sexuell smitta och via intravenöst missbruk där man delar nålar. I den akuta smittfasen kan man ibland få gulsot (ikterus) och vanligen påverkade levervärden. Om man smittas tidigt i barndomen upptäcker vanligen inte det omogna immunförsvaret viruset och det kan föröka sig fritt i levern. Man har mycket höga nivåer av virus i blodet och är därför högsmittsam. Någon gång mellan tonåren och trettioårsåldern brukar immunförsvaret börja bekämpa viruset och man får då en leverinflammation. Det är denna inflammation som framför allt är skadlig för levern och om denna fas blir långvarig behöver man ge behandling för att hjälpa till att trycka ner virusnivåerna. I de flesta fall vinner dock immunförsvaret striden och viruset finns endast i låga nivåer i blodet. I denna fas räcker det att kontrollera blodprover någon gång per år då viruset inte gör särskilt mycket skada. Det kan dock reaktiveras vilket är anledningen till att man gör regelbundna kontroller. Risken med en utdragen leverinflammation är dels omvandling av levercellerna till bindväv (fibros) vilket i förlängningen leder till skrumplever (cirros), dels att levercellerna kan utvecklas till tumörceller (hepatocellulär cancer). Omkring 350–400 miljoner världen över har en kronisk infektion med hepatit B.

### Hepatit C
Hepatit C smittar inte på samma sätt som hepatit B utan uteslutande genom blod-blodkontakt. De flesta får kronisk hepatit. Det är vanligt att missbrukare är drabbade. En akut infektion ger ofta knappt märkbara symtom. Hudutslag och ledvärk kan finnas, lätt feber och trötthet är också symtom. Hepatit C kan smitta vid sexuellt umgänge men risken anses som mycket liten. Hepatit C kan läka ut av sig självt. Hepatit C märks ofta inte förrän levern är förstörd. Virus-RNA kan påvisas med PCR. Även antikroppar mot viruset kan mätas. Det finns inget vaccin mot hepatit C, men däremot kan både hepatit B och C behandlas med interferoner, som i vissa fall kan ge fullständigt tillfrisknande.

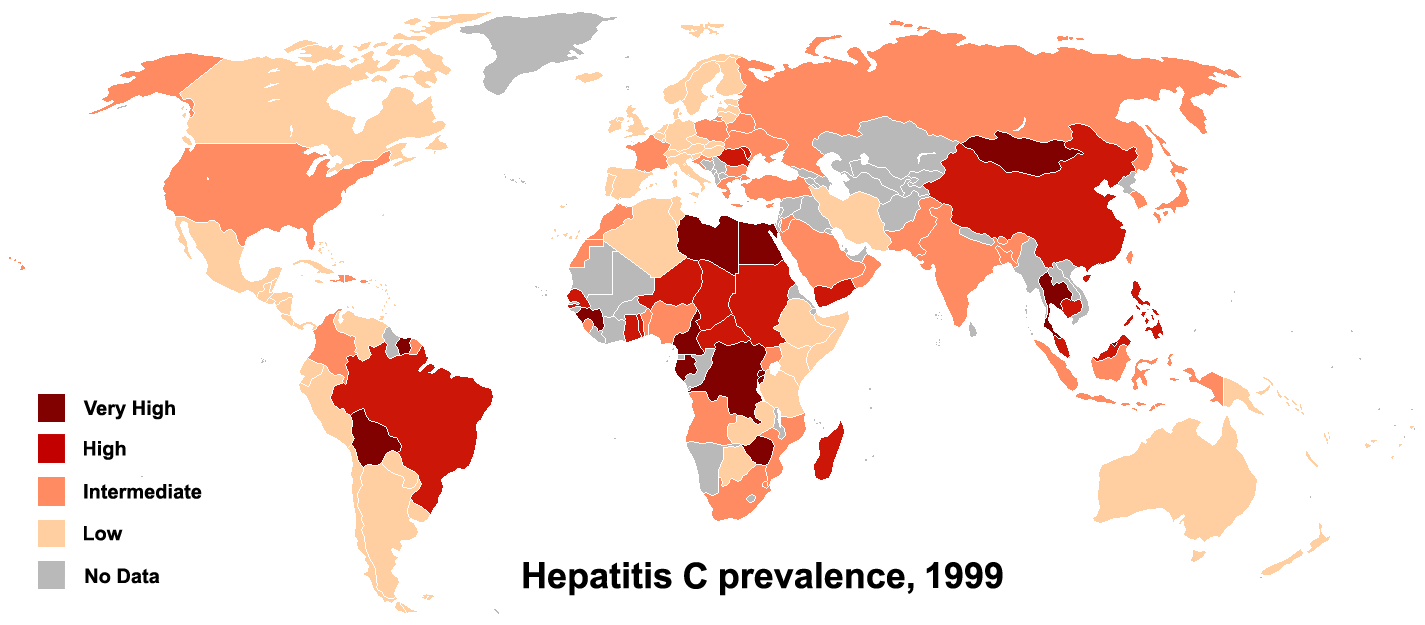
Hepatit C-virusets utbredning 1999

### Hepatit D
För att bli smittad med hepatit D måste först levern vara infekterad av hepatit B (superinfektion) eller så får man både hepatit B och hepatit D vid samma smittillfälle (coinfektion). Antikroppar mot hepatit D kan mätas och viruspartikelns RNA kan påvisas med PCR. Det hepatit D-viruset behöver hjälp med är att replikera. För detta behövs hepatit B-viruskodat höljeprotein och cellulärt RNA-polymeras.

### Hepatit E
Liknar hepatit A, men är farlig för gravida. Diagnoseras med ELISA test. Vaccin finns men är ej tillgängligt i Sverige.

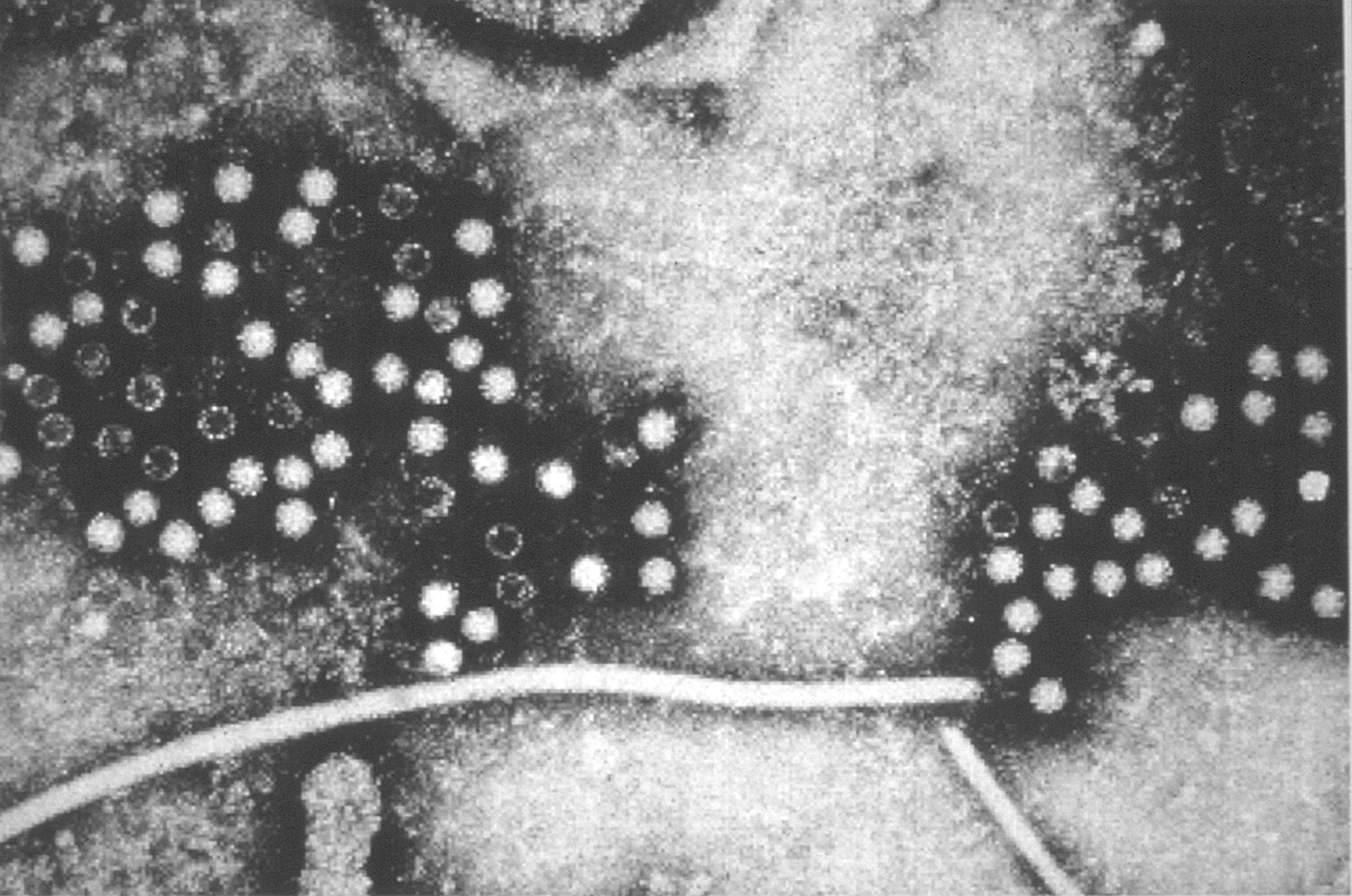
Hepatit E-viruset

## Vaccination
Det finns vacciner mot hepatit A och B (se Epaxal, Havrix och Twinrix). Ingen behandling finns mot akut virushepatit, däremot kan kronisk hepatit B och C behandlas. Vid hepatit går sjukdomen ofta tillbaka och levern läker. 5 % av hepatit B-patienter (smittade i vuxen ålder) och 80 % av hepatit C-patienter utvecklar kronisk hepatit och får därmed en förhöjd risk för cancer och cirros.